# Абаданський етрап
38°03′00″ пн. ш. 58°13′00″ сх. д. / 38.05° пн. ш. 58.21666667° сх. д.
Абаданський етрап — колишній етрап (район) міста Ашгабата (Туркменістан). Утворений у травні 2013 року внаслідок приєднання міста Абадана Ахалського велаяту до Ашгабата. У 2018 році ліквідований, територія відійшла до Бюзмеїнського етрапу.
З 1963 по 2013 року Абадан (до 2002 року — Безмеїн) мав статус міста. У травні 2013 року територія міста і частина Рухабатського району включені в межі Ашгабата. У 2018 році Абаданський та Рухабатський етрапи Ашгабата ліквідовані, їхні території включені до Бюзмеїнського та Багтиярлицького етрапів.
Населення міста 34,7 тис. мешканців (перепис 1995).
Залізнична станція Абадан II. Виробництво будматеріалів, килимовий комбінат. ДРЕС